# Chánh Nghĩa
Chánh Nghĩa is een phường van Thủ Dầu Một, een stad in de provincie Bình Dương. Chánh Nghĩa ligt op de oostelijke oever van de Sài Gòn. Een belangrijke toegangsweg is de Quốc lộ 13.